# Volvo V60
Volvo V60 – samochód osobowy klasy średniej produkowany pod szwedzką marką Volvo od 2011 roku. Od 2018 roku produkowana jest druga generacja modelu.

## Pierwsza generacja

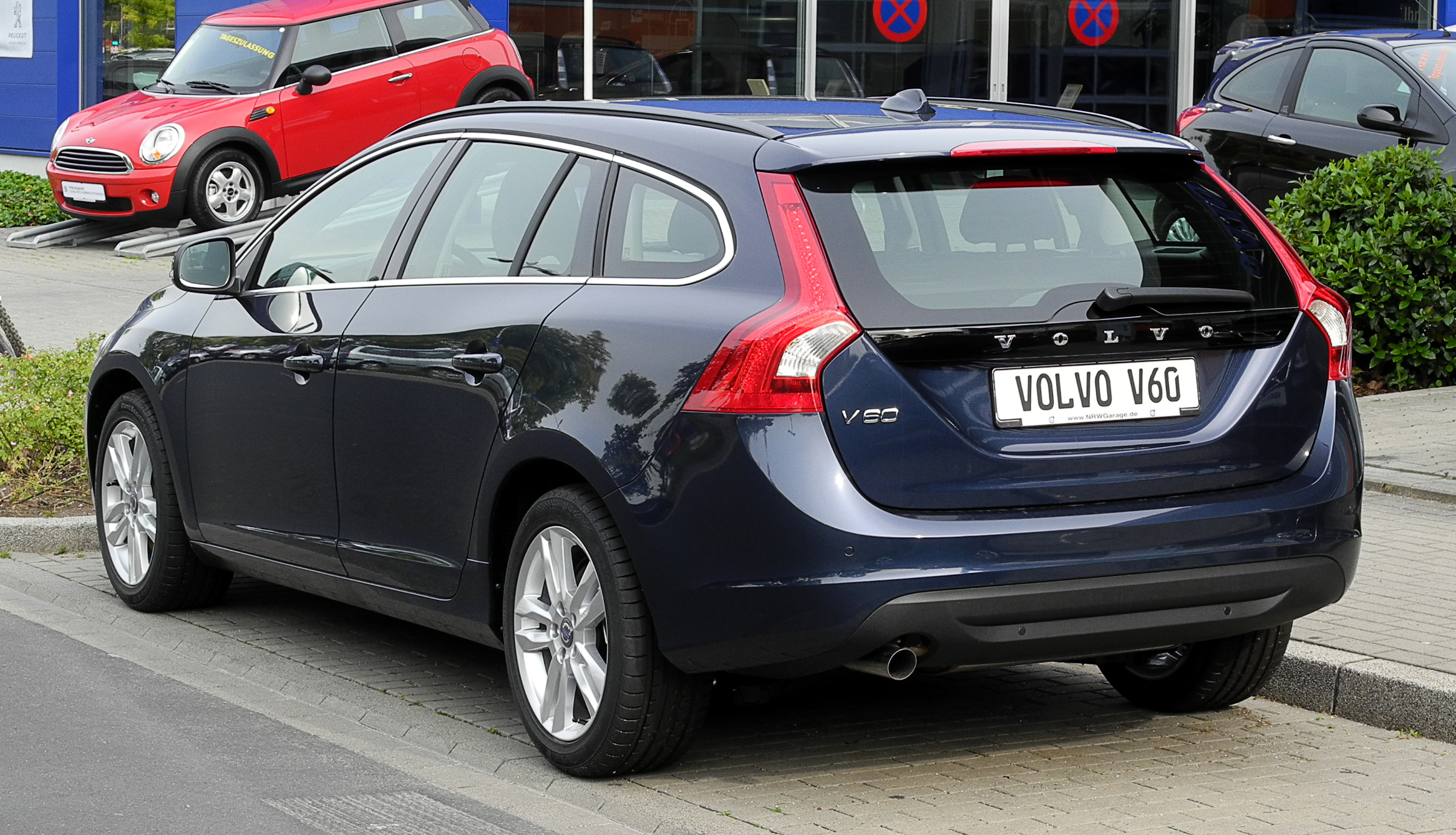
Volvo V60 I - tył

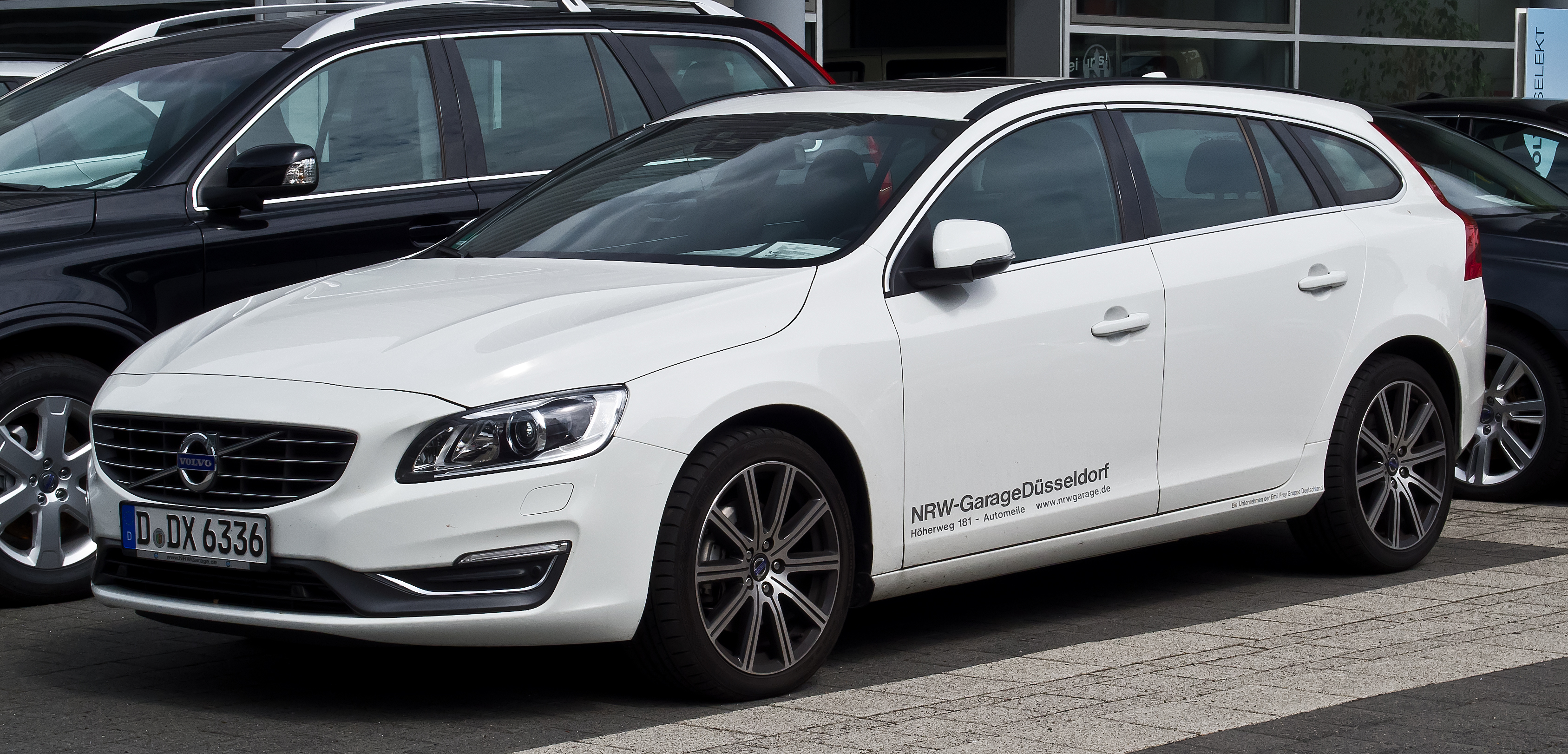
Volvo V60 I po liftingu

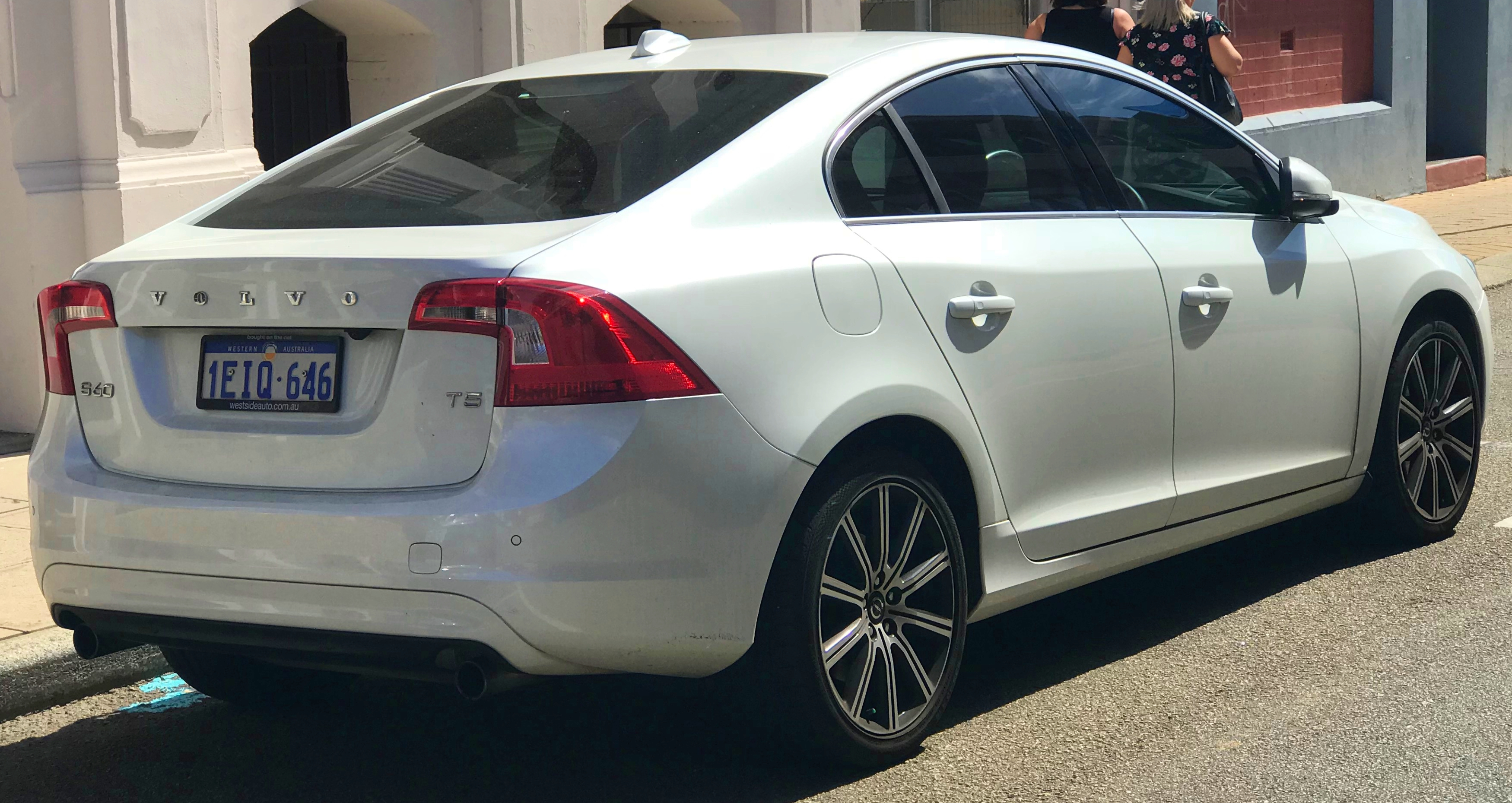
Volvo S60 II - wersja sedan

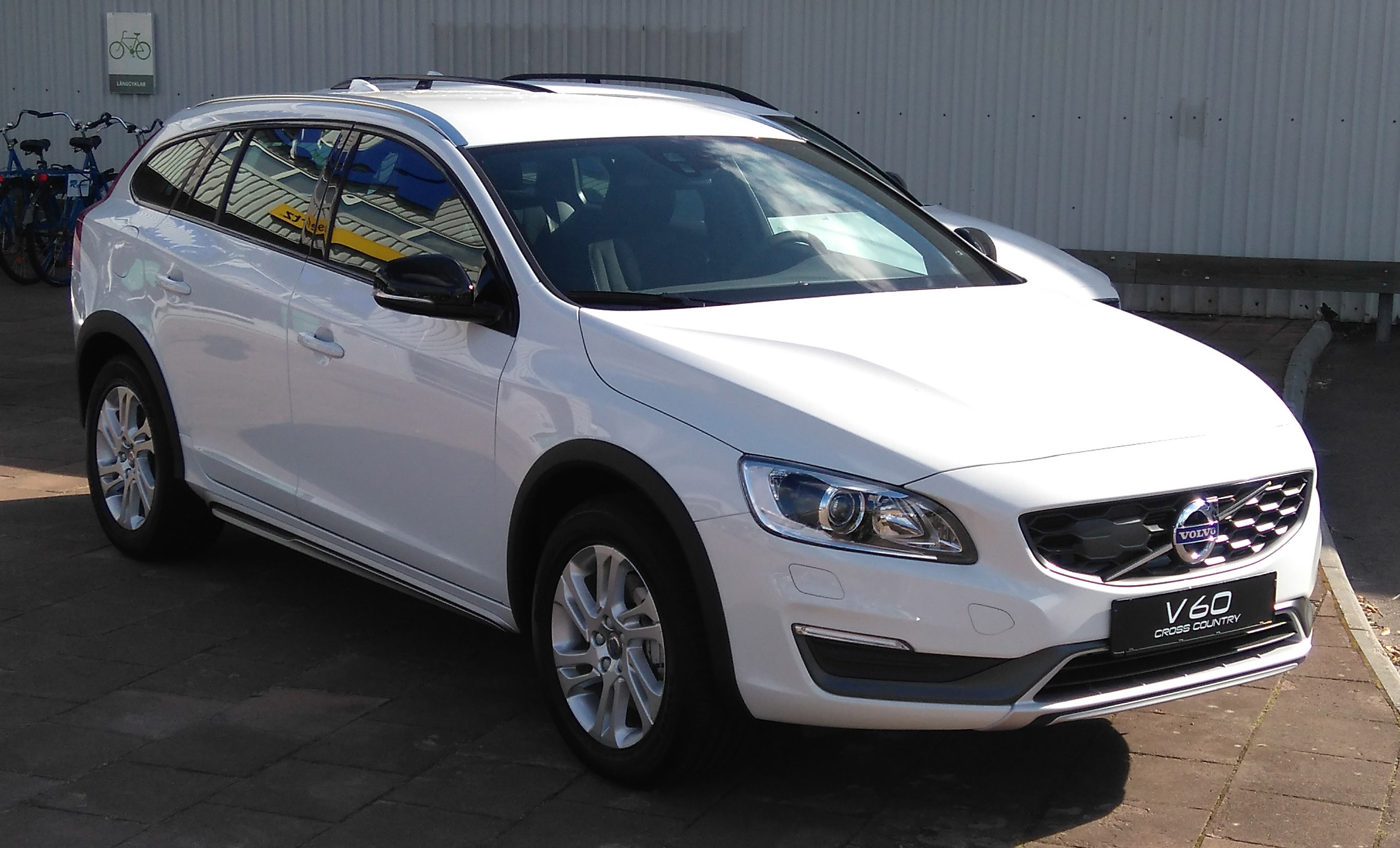
Volvo V60 I Cross Country

Volvo V60 I został po raz pierwszy zaprezentowany podczas targów motoryzacyjnych w Paryżu w październiku 2010 roku.
Pojazd jest wersją kombi zaprezentowanego podczas targów motoryzacyjnych w Genewie pół roku wcześniej roku modelu Volvo S60 drugiej generacji. Auto zbudowane zostało na bazie płyty podłogowej, na której zbudowany został model XC60 oraz S80.
W lutym 2013 roku na rynku europejskim zadebiutowała wersja Plug-in Hybrid. W tym samym roku auto przeszło face lifting. Zmienione zostały m.in. przednie reflektory oraz grill, zderzaki i alufelgi.
W kwietniu 2013 roku zadebiutowała wersja R-Design, która cechuje się bardziej agresywną stylizacją oraz obniżonym, sportowym zawieszeniem. W czerwcu 2014 roku uruchomiono produkcję limitowanej, najmocniejszej wersji V60 zwanej Polestar, która napędzana jest sześciocylindrowym silnikiem o mocy 350 KM i posiada napęd na wszystkie koła. W listopadzie 2014 roku zaprezentowano uterenowioną wersję V60 Cross Country. Główne cechy tego pojazdu to podniesione o 6,5 cm zawieszenie oraz zmiany stylistyczne. Samochód w zależności od źródła napędu posiada napęd na przednie lub wszystkie koła.

### Wersje wyposażeniowe
- Standard
- Kinetic
- Momentum
- Summum
- R-Design
- Ocean Race
- Polestar
- Cross Country
- Business

### Silniki
| Silnik                | Pojemność skokowa [cm³] | Typ silnika        | Moc maksymalna [KM] przy obr./min | Maks. moment obrotowy [Nm] przy obr./min | Przyspieszenie 0-100 km/h [s] | Prędkość maks. [km/h] | Średnie zużycie paliwa [l/100km] |                    |                    |
| Silniki benzynowe:    | Silniki benzynowe:      | Silniki benzynowe: | Silniki benzynowe:                | Silniki benzynowe:                       | Silniki benzynowe:            | Silniki benzynowe:    | Silniki benzynowe:               | Silniki benzynowe: | Silniki benzynowe: |
| --------------------- | ----------------------- | ------------------ | --------------------------------- | ---------------------------------------- | ----------------------------- | --------------------- | -------------------------------- | ------------------ | ------------------ |
| T3 Turbo              | 1600                    | R4                 | 150/5700                          | 240/1600                                 | 9,5                           | 210                   | 6,6                              |                    |                    |
| T4 Turbo              | 1600                    | R4                 | 180/5700                          | 240/1600                                 | 8,3                           | 225                   | 6,6                              |                    |                    |
| 2.0 Turbo             | 1999                    | R4                 | 240/5500                          | 320/1750                                 | 7,3                           | 230                   | 7,9                              |                    |                    |
| T5 FWD Drive-E Turbo  | 1999                    | R4                 | 245                               | 350                                      | 6,4                           | 230                   | 6,4                              |                    |                    |
| T5 AWD Turbo          | 2497                    | R5                 | 254                               | 360                                      | b.d.                          | b.d.                  | b.d.                             |                    |                    |
| T6 FWD Drive-E Turbo  | 2953                    | R6                 | 306                               | 400                                      | b.d.                          | b.d.                  | b.d.                             |                    |                    |
| T6 AWD Turbo          | 2953                    | R6                 | 304/5600                          | 440/2100                                 | 6,1                           | 250                   | 9,9                              |                    |                    |
| T6 R-Design Turbo     | 2953                    | R6                 | 329                               | 474                                      | b.d.                          | b.d.                  | b.d.                             |                    |                    |
| T6 Polestar Turbo     | 2953                    | R6                 | 351                               | 500                                      | b.d.                          | b.d.                  | b.d.                             |                    |                    |
| Silniki wysokoprężne: |                         |                    |                                   |                                          |                               |                       |                                  |                    |                    |
| DRIVe Turbo           | 1600                    | R4                 | 115/3600                          | 270/1750                                 | 10,9                          | 195                   | 4,3                              |                    |                    |
| D3 Turbo              | 1984                    | R5                 | 163/2900                          | 400/2000                                 | 9,2                           | 220                   | 4,9                              |                    |                    |
| D2 (D4204T8)          | 1969                    | R4                 | 120/3750                          | 280/1500-2250                            | 11,5*                         | 195*                  | 5,5*                             |                    |                    |
| D3 (D4204T9)          | 1969                    | R4                 | 150/3750                          | 320/1750-3000                            | 9,1*/9,1***                   | 210*/210***           | 4,0*/4,3***                      |                    |                    |
| D4 (D4204T14)         | 1969                    | R4                 | 190/4250                          | 400/1750-2500                            | 7,7*/7,7**                    | 225*/225**            | 3,8*/4,3**                       |                    |                    |
| D4 AWD (D5244T21)     | 2400                    | R5                 | 190/4000                          | 440/1500-2750                            | 8,9***                        | 225***                | 5,5***                           |                    |                    |
| D5 (D4204T11)         | 1969                    | R4                 | 225/4250                          | 470/1750-2500                            | 6,5**                         | 230**                 | 4,9**                            |                    |                    |
| D5 Turbo              | 2400                    | R5                 | 215/4000                          | 440/1500                                 | 7,7                           | 230                   | 4,9                              |                    |                    |
| Napęd hybrydowy:      |                         |                    |                                   |                                          |                               |                       |                                  |                    |                    |
| D6 (D82PHEV)          | 2400                    | R5                 | 288/4000                          | 640/1500-3000                            | 6,4                           | 230                   | 3,9                              |                    |                    |

(*) skrzynia biegów 6-biegowa, manualna
(**) skrzynia biegów 8-biegowa, automatyczna Geartronic™ (hydrokinetyczna)
(***) skrzynia biegów 6-biegowa, automatyczna Geartronic™ (hydrokinetyczna)

## Druga generacja

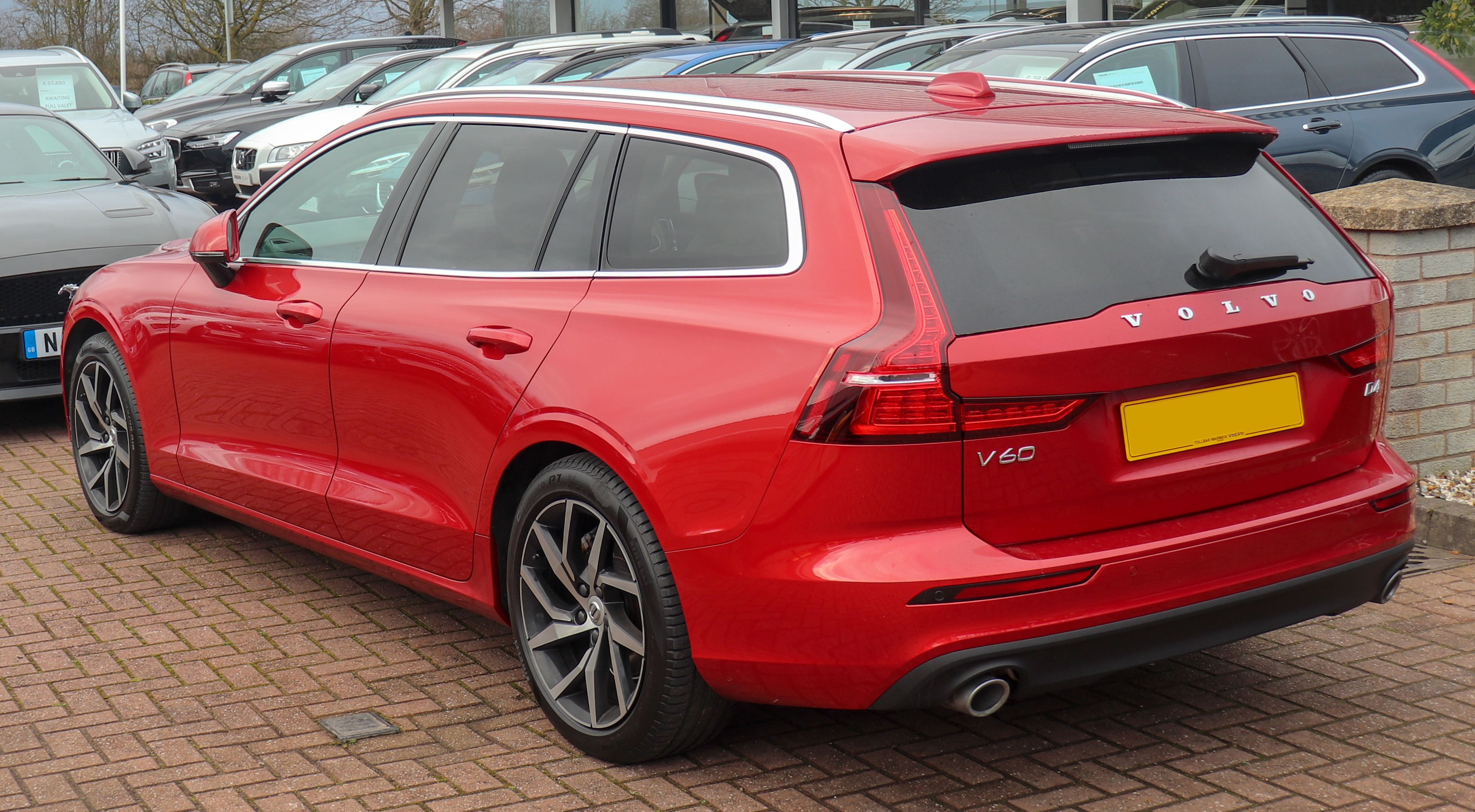
Volvo V60 II - tył

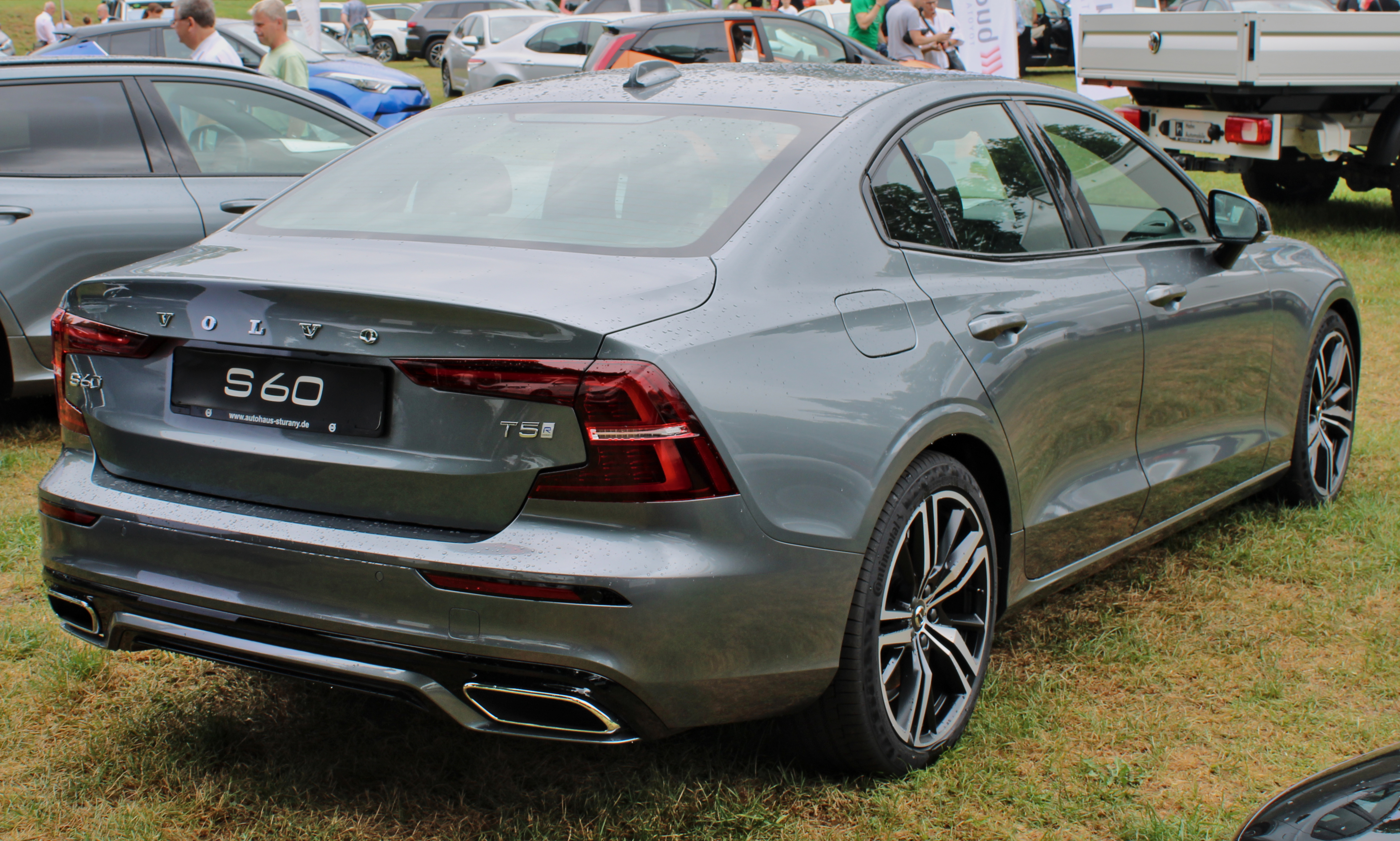
Volvo S60 III - wersja sedan

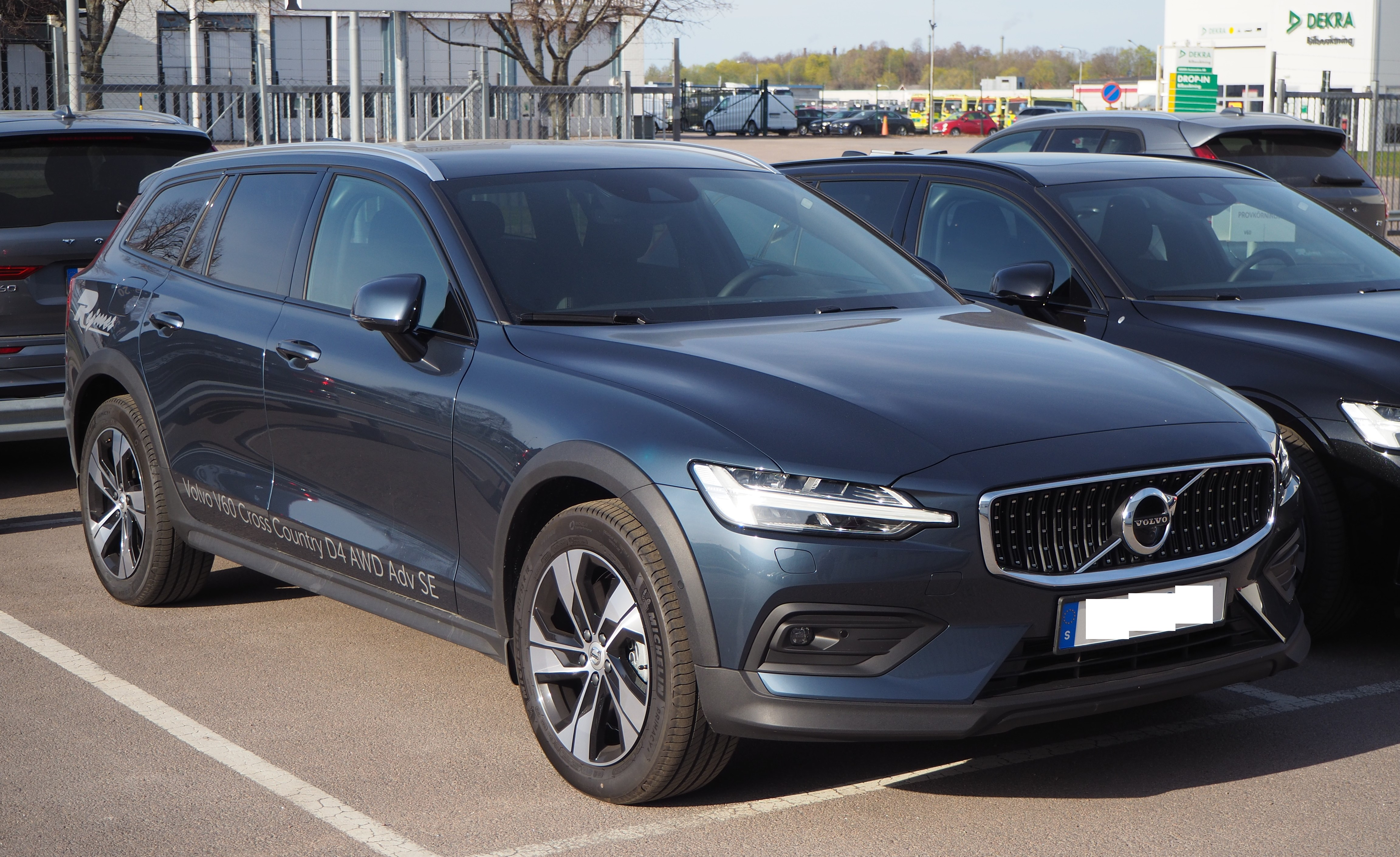
Volvo V60 II Cross Country

Volvo V60 II zostało oficjalnie zaprezentowane po raz pierwszy w marcu 2018 roku podczas targów motoryzacyjnych w Genewie.
W przeciwieństwie do pierwszej generacji modelu oraz innych modeli marki, jako pierwsza zaprezentowana została wersja kombi modelu klasy średniej, a dopiero po niej zaprezentowana zostanie wersja sedan, czyli trzecia generacja modelu S60. Jest to ostatnia z serii modelowej marki, która nie została jeszcze dopasowana do aktualnego języka stylistycznego Volvo, który charakteryzuje się kanciastym nadwozie, prostokątną atrapą chłodnicy i minimalistyczną deską rozdzielczą. Podobnie jak inne obecnie produkowane modele marki, auto zbudowane zostało na nowej płycie podłogowej SPA.
Wyglądem pojazd przypomina większy model V90. Wyposażone zostało w charakterystyczne dla nowych modeli marki elementy tj. m.in. światła do jazdy dziennej wykonane w technologii LED w kształcie młota Thora.
Podobnie jak Volvo XC40 auto dostępne będzie w abonamencie "Care by Volvo", który obejmuje m.in. ubezpieczenie, przeglądy i opony.

### Wersje wyposażeniowe
- Standard
- Momentum
- Inscription
- R-Design
- Cross Country[11]

### Wersje wyposażeniowe po liftingu
- Essential
- Core
- Plus Bright
- Plus Dark
- Ultimate Bright
- Ultimate Dark
- Cross Country[12]

Standardowe wyposażenie podstawowej wersji pojazdu obejmuje m.in. 7 poduszek powietrznych, ABS z EBD, ESC, SIPS, WHIPS, EBA, EBL, RSC, system City Safety wspomagający hamowanie przy prędkościach poniżej 60 km/h, unikanie lub łagodzenie skutków kolizji z innymi pojazdami na skrzyżowaniach, a także z pieszymi, rowerzystami i dużymi zwierzętami, układ utrzymywania na pasie ruchu, układ ostrzegania o zbyt małej odległości przed poprzedzającymi pojazdami, układ ostrzegający o dekoncentracji kierowcy, układ informowania o znakach drogowych, tempomat, czujnik deszczu, TPMS, 6-głośnikowy system audio z 6,5-calowym ekranem dotykowym, dwustrefową klimatyzację automatyczną, wielofunkcyjną skórzaną kierownicę, w pełni wykonane w technologii LED reflektory przednie. Dodatkowo od 2018 roku wbudowano panel sterujący, który posiada funkcje Google (np. Google Maps).
Wersje rozszerzone dodatkowo wyposażona jest m.in. w system Volvo On Call, 9-calowy ekran dotykowy systemu audio, czujniki cofania, podgrzewane i elektrycznie składane lusterka zewnętrzne, 17 lub 18-calowe alufelgi. Wersja Inscription dodatkowo zawiera m.in. skórzaną tapicerkę oraz elektrycznie regulowany fotel kierowcy z 4-odcinkową regulacją odcinka lędźwiowego.
Wersja Plug-In Hybrid dodatkowo wyposażona została m.in. w panoramiczne okno dachowe, elektrycznie otwieraną klapę bagażnika oraz ogrzewanie postojowe.
Opcjonalnie auto doposażyć można m.in. w system BLIS, CTA, adaptacyjny tempomat, światła przeciwmgłowe, czterostrefową klimatyzację automatyczną, aktywne zawieszenie, przednie czujniki parkowania, asystenta parkowania równoległego i prostopadłego, kamerę 360 stopni, podgrzewane siedzenia przednie, tylne, kierownicę oraz szybę przednią, wyświetlacz HUD, a także 15-głośnikowy system audio Bowers&Wilkins oraz nawigację satelitarną.

### Silniki
| Silnik                | Oznaczenie silnika | Pojemność skokowa [cm³] | Typ silnika | Układ zasilania    | Moc maksymalna [KM] (kW) przy obr./min | Maks. moment obrotowy [Nm] przy obr./min | Średnie spalanie (l/100km) |
| Silniki benzynowe:    |                    |                         |             |                    |                                        |                                          |                            |
| T5                    | B4204T26           | 2.0 Turbo (1969 cm³)    | R4          | wtrysk bezpośredni | 250 (184)/5500                         | 350/1800-4800                            | 8,2 (aut) 8,3 (awd)        |
| T6                    | B4204T29           | 2.0 Turbo (1969 cm³)    | R4          | wtrysk bezpośredni | 310 (228)/5700                         | 400/2200-5100                            | 8,7 (awd)                  |
| Silniki wysokoprężne: |                    |                         |             |                    |                                        |                                          |                            |
| D3                    | D4204T16           | 2.0 Turbo (1969 cm³)    | R4          | wtrysk common-rail | 150 (110)/3750                         | 320/1750-3000                            | 5,5 (man) 6,2 (aut)        |
| D4                    | D4204T14           | 2.0 Turbo (1969 cm³)    | R4          | wtrysk common-rail | 190 (140)/4250                         | 400/1750-2500                            | 5,9 (man) 6,2 (aut)        |
| Napęd hybrydowy:      |                    |                         |             |                    |                                        |                                          |                            |
| T6 Twin Engine        | B4204T46           | 2.0 Turbo (1969 cm³)    | R4          | wtrysk bezpośredni | 253 (186)/5500                         | 350/1700-5000                            |                            |
| T8                    | B4204T34           | 2.0 Turbo (1969 cm³)    | R4          | wtrysk bezpośredni | 390 (223)/6000                         | 400/2200-4800                            |                            |